# Olympische Winterspiele 1952/Ski Nordisch
Bei den VI. Olympischen Winterspielen 1952 in Oslo fanden sechs Wettbewerbe im nordischen Skisport statt. Diese galten gleichzeitig als 19. Nordische Skiweltmeisterschaften. Neben olympischen Medaillen wurden außer in der Nordischen Kombination auch Weltmeisterschaftsmedaillen vergeben. Einzige Ausnahme war die Nordische Kombination, in der es ausschließlich olympische Medaillen gab. Austragungsort war der Holmenkollbakken am Osloer Hausberg Holmenkollen. Erstmals fand ein Langlaufwettbewerb für Frauen statt. Eine Neuerung gab es auch in der Nordischen Kombination: Erstmals wurde zunächst das Skispringen und als zweite Disziplin der Langlauf ausgetragen.
Die nordischen Wettbewerbe waren mehr denn je geprägt von der Überlegenheit der Sportler Skandinaviens. Norweger und Finnen teilten sich die sechs Goldmedaillen. Für Schweden blieben zwei Bronzemedaillen übrig. Einzig die beiden deutschen Skispringer Toni Brutscher (Platz 4) und Sepp Weiler (Platz 8) konnten als Nichtskandinavier Platzierungen unter den ersten acht erreichen. Allerdings sollten diese Olympischen Spiele die letzten mit dieser skandinavische Dominanz sein. Bei den folgenden Weltmeisterschaften 1954 im schwedischen Falun betrat die Sowjetunion auch im Wintersport die internationale Bühne und mischte von da an vorne mit.

## Bilanz

### Medaillenspiegel
| Platz | Land     | Gold | Silber | Bronze | Gesamt |
| ----- | -------- | ---- | ------ | ------ | ------ |
| 1     | Finnland | 3    | 4      | 2      | 9      |
| 2     | Norwegen | 3    | 2      | 2      | 7      |
| 3     | Schweden | –    | –      | 2      | 2      |

### Medaillengewinner
| Konkurrenz        | Gold                                                                      | Silber                                                                               | Bronze                                                                          |
| ----------------- | ------------------------------------------------------------------------- | ------------------------------------------------------------------------------------ | ------------------------------------------------------------------------------- |
| 18 km             | Hallgeir Brenden                                                          | Tapio Mäkelä                                                                         | Paavo Lonkila                                                                   |
| 50 km             | Veikko Hakulinen                                                          | Eero Kolehmainen                                                                     | Magnar Estenstad                                                                |
| 4 × 10 km Staffel | Finnland 000Heikki Hasu 000Urpo Korhonen 000Paavo Lonkila 000Tapio Mäkelä | Norwegen 000Hallgeir Brenden 000Magnar Estenstad 000Mikal Kirkholt 000Martin Stokken | Schweden 000Sigurd Andersson 000Enar Josefsson 000Martin Lundström 000Nils Täpp |

| Konkurrenz | Gold          | Silber          | Bronze         |
| ---------- | ------------- | --------------- | -------------- |
| 10 km      | Lydia Wideman | Mirja Hietamies | Siiri Rantanen |

| Konkurrenz    | Gold             | Silber             | Bronze         |
| ------------- | ---------------- | ------------------ | -------------- |
| Normalschanze | Arnfinn Bergmann | Torbjørn Falkanger | Karl Holmström |

| Konkurrenz | Gold           | Silber      | Bronze           |
| ---------- | -------------- | ----------- | ---------------- |
| Einzel     | Simon Slåttvik | Heikki Hasu | Sverre Stenersen |

## Langlauf Männer

### 18 km
| Platz | Land | Sportler           | Zeit (h) |
| ----- | ---- | ------------------ | -------- |
| 1     | NOR  | Hallgeir Brenden   | 1:01:34  |
| 2     | FIN  | Tapio Mäkelä       | 1:02:09  |
| 3     | FIN  | Paavo Lonkila      | 1:02:20  |
| 4     | FIN  | Heikki Hasu        | 1:02:24  |
| 5     | SWE  | Nils Karlsson      | 1:02:56  |
| 6     | NOR  | Martin Stokken     | 1:03:00  |
| 7     | SWE  | Nils Täpp          | 1:03:35  |
| 8     | FIN  | Tauno Sipilä       | 1:03:40  |
| 9     | SWE  | Gunnar Östberg     | 1:03:44  |
| 10    | FIN  | Toivo Oikarinen    | 1:04:07  |
|       |      |                    |          |
| 23    | AUT  | Josef Schneeberger | 1:09:12  |
| 26    | SUI  | Alfons Supersaxo   | 1:09:38  |
| 28    | AUT  | Hias Noichl        | 1:09:48  |
| 30    | SUI  | Alfred Kronig      | 1:10:12  |
| 31    | AUT  | Hans Eder          | 1:10:13  |
| 35    | SUI  | Hans Lötscher      | 1:10:45  |
| 37    | SUI  | Josef Schnyder     | 1:10:51  |
| 43    | AUT  | Friedrich Krischan | 1:11:54  |
| 46    | SUI  | Karl Bricker       | 1:12:19  |
| 48    | AUT  | Oskar Schulz       | 1:12:37  |
| 51    | AUT  | Leopold Kohl       | 1:13:10  |
| 54    | GER  | Alois Harrer       | 1:13:30  |
| 64    | GER  | Rudolf Kopp        | 1:15:53  |
| 65    | GER  | Albert Mohr        | 1:16:32  |
| 69    | AUT  | Josef Schiffner    | 1:17:31  |

Datum: 18. Februar 1952, 11:00 Uhr

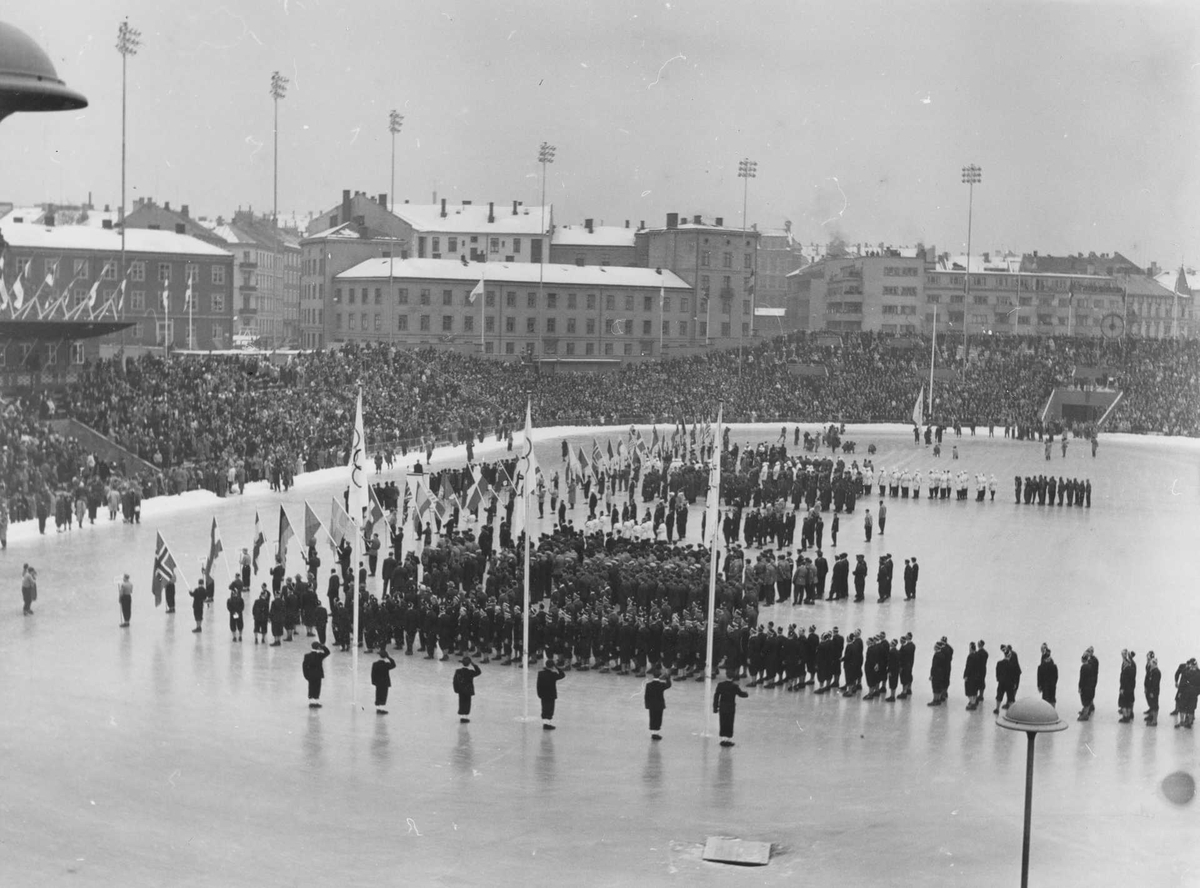
Eröffnungszeremonie der Olympischen Winterspiele 1952

80 Teilnehmer aus 18 Ländern, davon 75 in der Wertung
Dieses Langlaufrennen diente auch zur Ermittlung des Ergebnisses der Nordischen Kombination.

### 50 km
| Platz | Land | Sportler         | Zeit (h) |
| ----- | ---- | ---------------- | -------- |
| 1     | FIN  | Veikko Hakulinen | 3:33:33  |
| 2     | FIN  | Eero Kolehmainen | 3:38:11  |
| 3     | NOR  | Magnar Estenstad | 3:38:28  |
| 4     | NOR  | Olav Økern       | 3:38:45  |
| 5     | FIN  | Kalevi Mononen   | 3:39:21  |
| 6     | SWE  | Nils Karlsson    | 3:39:30  |
| 7     | NOR  | Edvin Landsem    | 3:43:43  |
| 8     | NOR  | Harald Maartmann | 3:43:43  |
| 9     | FIN  | Pekka Kuvaja     | 3:46:31  |
| 10    | SWE  | Anders Törnkvist | 3:49:22  |
|       |      |                  |          |
| 15    | SUI  | Otto Beyeler     | 4:06:15  |
| 16    | SUI  | Alfred Roch      | 4:09:39  |
| 17    | SUI  | Karl Hischier    | 4:13:46  |
| 20    | SUI  | Josef Schnyder   | 4:18:45  |
| 26    | GER  | Juku Pent        | 4:30:56  |

Datum: 20. Februar 1952, 10:00 Uhr

36 Teilnehmer aus 13 Ländern, davon 33 in der Wertung
Das Rennen wurde unter außerordentlich schweren Bedingungen ausgetragen: feuchter Schnee, Temperaturunterschiede, Steigungen und schwierige Abfahrten. Die Finnen hatten für das Rennen bestens vorgesorgt. Schon um 4 Uhr morgens zogen sie mit einem LKW ans Streckengelände, entluden 300 Paar Skier und Skistöcke, dazu Funkgeräte, Verpflegung aller Art, Öfen und Berge von Wachs. Beim Rennen selbst waren 50.000 Zuschauer im Stadion, gleich viele wurden entlang der Strecke geschätzt. Der Finne Mononen startete als Erster, der Intervall betrug eine Minute. Hakulinen kam mit 3:33:33 ins Ziel und man fand wegen seiner Siegerzeit mit den vielen Dreiern auch eine Verbindung, denn dieser Lauf war sein drittes Marathonrennen und sein dritter Sieg. Obwohl Nils Karlsson als Sechster geschlagen war, erhielt er minutenlangen Beifall, denn er hatte fünfmal hintereinander, von 1945 bis 1951, den Wasalauf gewonnen.

### 4 × 10 km Staffel
| Platz | Land Sportler                                                                                      | Zeit                                              |
| ----- | -------------------------------------------------------------------------------------------------- | ------------------------------------------------- |
| 1     | Finnland 0000Heikki Hasu 0000Paavo Lonkila 0000Urpo Korhonen 0000Tapio Mäkelä                      | 2:20,16 h 35:01 min 35:22 min 35:47 min 34:06 min |
| 2     | Norwegen 0000Magnar Estenstad 0000Mikal Kirkholt 0000Martin Stokken 0000Hallgeir Brenden           | 2:23,13 h 36:52 min 36:07 min 35:37 min 34:37 min |
| 3     | Schweden 0000Nils Täpp 0000Sigurd Andersson 0000Enar Josefsson 0000Martin Lundström                | 2:24,13 h 36:19 min 36:39 min 35:43 min 35:32 min |
| 4     | Frankreich 0000Gerrad Perrier 0000Benoît Carrara 0000Jean Mermet 0000René Mandrillon               | 2:31,11 h 38:53 min 37:35 min 38:00 min 36:43 min |
| 5     | Österreich 0000Hans Eder 0000Friedrich Krischan 0000Karl Rafreider 0000Josef Schneeberger          | 2:34,36 h 38:41 min 39:50 min 38:16 min 37:49 min |
| 6     | Italien 0000Arrigo Delladio 0000Nino Anderlini 0000Federico Deflorian 0000Vincenzo Perruchon       | 2:35,33 h 38:46 min 38:08 min 40:51 min 37:48 min |
| 7     | Deutschland 0000Hubert Egger 0000Albert Mohr 0000Heinz Hauser 0000Rudolf Kopp                      | 2:36,37 h 38:26 min 39:56 min 39:23 min 38:52 min |
| 8     | Tschechoslowakei 0000Vladimír Šimůnek 0000Štefan Kovalčík 0000Vlastimil Melich 0000Jaroslav Cardal | 2:37,12 h 38:59 min 39:50 min 40:24 min 37:59 min |
| 9     | Schweiz 0000Fritz Kocher 0000Walter Lötscher 0000Alfred Kronig 0000Alfons Supersaxo                | 2:38,00 h 40:55 min 39:21 min 39:44 min 38:00 min |

Datum: 23. Februar 1952, 12:00 Uhr

13 Staffeln am Start, davon 12 in der Wertung
Die Finnen waren vom Start bis ins Ziel voran, Hasu hatte schon zweihundert Meter nach dem Start zehn Sekunden Vorsprung. Dahinter kämpften Schweden und Norwegen um Silber, wobei bis zur zweiten Übergabe Schweden führte, danach aber Norwegen davonzog. Die besten Teilzeiten hatten Mäkelä (34:06) vor Brenden (34:37) und Hassu (35:01). Ein Helikopter kreiste über die Strecke herum und funkte ständig die Positionen der Läufer ins Stadion. Die Meldung war immer gleich: «Finnland vergrößert den Vorsprung».

## Langlauf Frauen

### 10 km
| Platz | Land | Sportlerin          | Zeit (min) |
| ----- | ---- | ------------------- | ---------- |
| 1     | FIN  | Lydia Wideman       | 41:40      |
| 2     | FIN  | Mirja Hietamies     | 42:39      |
| 3     | FIN  | Siiri Rantanen      | 42:50      |
| 4     | SWE  | Märta Norberg       | 42:53      |
| 5     | FIN  | Sirkka Polkunen     | 43:07      |
| 6     | NOR  | Rakel Wahl          | 44:54      |
| 7     | NOR  | Marit Øiseth        | 45:04      |
| 8     | SWE  | Margit Albrechtsson | 45:06      |
| 9     | SWE  | Eivor Alm           | 45:20      |
| 10    | NOR  | Gina Sigstad        | 45:37      |
|       |      |                     |            |
| 15    | GER  | Hanni Gehring       | 50:39      |

Datum: 23. Februar 1952, 10:00 Uhr
20 Teilnehmerinnen aus 8 Ländern, davon 18 in der Wertung
Die Österreicherin Lizzy Kladensky konnte das Rennen nicht beenden und musste zur Hälfte (auf Rang 10 platziert) aufgeben. Sie litt noch unter den Folgen eines Sturzes im Training und bekam während des Laufes Kopfschmerzen. Die Befürchtungen hinsichtlich Ästhetik erfüllten sich nicht: Die Frauen boten keinen „traurigen“ Anblick, sie waren im Ziel erstaunlich frisch und lächelten sogar.

## Skispringen

### Normalschanze
| Platz | Land | Sportler           | Weiten (m)  | Punkte |
| ----- | ---- | ------------------ | ----------- | ------ |
| 1     | NOR  | Arnfinn Bergmann   | 67,5 / 68,0 | 226,0  |
| 2     | NOR  | Torbjørn Falkanger | 68,0 / 64,0 | 221,5  |
| 3     | SWE  | Karl Holmström     | 67,0 / 65,5 | 219,5  |
| 4     | GER  | Toni Brutscher     | 66,5 / 62,5 | 216,5  |
| 4     | NOR  | Halvor Næs         | 63,5 / 64,5 | 216,5  |
| 6     | NOR  | Arne Hoel          | 63,5 / 64,5 | 215,5  |
| 7     | FIN  | Antti Hyvärinen    | 66,5 / 61,5 | 213,5  |
| 8     | GER  | Sepp Weiler        | 67,0 / 63,0 | 213,0  |
| 10    | GER  | Josef Kleisl       | 66,5 / 62,5 | 208,0  |
|       |      |                    |             |        |
| 14    | AUT  | Walter Steinegger  | 61,5 / 63,0 | 202.0  |
| 16    | CHE  | Andreas Däscher    | 62,0 / 61,0 | 200.5  |
| 20    | CHE  | Hans Däscher       | 61,0 / 60,0 | 198,5  |
| 21    | AUT  | Rudolf Dietrich    | 63,0 / 62,5 | 198.0  |
| 23    | CHE  | Jacques Perreten   | 61,0 / 59,0 | 193,0  |
| 26    | CHE  | Fritz Schneider    | 59,5 / 59,5 | 189,5  |
| 29    | AUT  | Hans Eder          | 57,5 / 55,5 | 188,5  |
| 31    | GER  | Franz Dengg        | 60,0 / 56,5 | 187,5  |

Datum: 24. Februar 1952, 13:30 Uhr

44 Teilnehmer aus 13 Ländern, davon 43 in der Wertung
Der Österreicher Josef Bradl, der zu den Favoriten zählte, stürzte im ersten Durchgang bei 50,5 m und trat zum zweiten nicht mehr an. Eine der größten Überraschungen waren die drei deutschen Springer unter den ersten zehn. Damit hatte Mitteleuropas Spitzenklasse gegen jene der norwegischen aufgeholt, der Unterschied war nicht mehr so groß – außer dass sie in der Breite unerreicht waren, denn sie hatten zwanzig Springer im Format eines Arnfinn Bergmann. Hinsichtlich der Österreicher war festzustellen, dass diese einfach bei sich zu Hause zu hoch bewertet wurden, während sie international nicht mithalten konnten. Das Zeremoniell vor dem Sprunglauf war ungewohnt: König Haakon VII. ging über den Schanzentisch, blieb in der Mitte stehen, zog seine Mütze und begrüßte das Volk. Darauf sangen die Zuschauer die Nationalhymne.

## Nordische Kombination

### Einzel (Normalschanze / 18-km-Langlauf)
Skispringen: 17. Februar 1952, 12:30
18-km-Langlauf: 18. Februar 1952, 11:00 Uhr
25 Teilnehmer aus 11 Ländern, davon 22 in der Wertung
| Rang | Nation | Athlet              | Sprung | Skispringen | Skispringen   | Skispringen   | Skispringen   | Skispringen   | Skispringen   | Skispringen | 18 Skilanglauf | 18 Skilanglauf | 18 Skilanglauf | Gesamt  |
| Rang | Nation | Athlet              | Sprung | Weite       | Haltungsnoten | Haltungsnoten | Haltungsnoten | Haltungsnoten | Haltungsnoten | Rang        | Zeit (h)       | Punkte         | Rang           | Punkte  |
| Rang | Nation | Athlet              | Sprung | Weite       | A             | B             | C             | D             | E             | Rang        | Zeit (h)       | Punkte         | Rang           | Punkte  |
| ---- | ------ | ------------------- | ------ | ----------- | ------------- | ------------- | ------------- | ------------- | ------------- | ----------- | -------------- | -------------- | -------------- | ------- |
| 01   | NOR    | Simon Slåttvik      | 01     | 63,0 m      | 16,5          | 15,0          | 17,0          | 16,0          | 16,0          | 01          | 1:05:40        | 228,121        | 03             | 451,621 |
| 01   | NOR    | Simon Slåttvik      | 2      | 67,0 m      | 17,0          | 17,0          | 18,0          | 18,0          | 18,5          | 01          | 1:05:40        | 228,121        | 03             | 451,621 |
| 01   | NOR    | Simon Slåttvik      | 3      | 66,5 m      | 17,0          | 17,0          | 18,5          | 18,0          | 18,0          | 01          | 1:05:40        | 228,121        | 03             | 451,621 |
| 02   | FIN    | Heikki Hasu         | 1      | 63,0 m      | 16,5          | 15,0          | 17,0          | 16,0          | 16,0          | 05          | 1:02:24        | 240,000        | 01             | 447,500 |
| 02   | FIN    | Heikki Hasu         | 2      | 63,0 m      | 16,5          | 16,0          | 16,5          | 17,0          | 16,0          | 05          | 1:02:24        | 240,000        | 01             | 447,500 |
| 02   | FIN    | Heikki Hasu         | 3      | 61,0 m      | 7,0           | 6,0           | 7,0           | 5,0           | 4,0           | 05          | 1:02:24        | 240,000        | 01             | 447,500 |
| 03   | NOR    | Sverre Stenersen    | 1      | 67,0 m      | 17,0          | 17,5          | 16,5          | 17,0          | 17,5          | 02          | 1:09:44        | 213,335        | 09             | 436,335 |
| 03   | NOR    | Sverre Stenersen    | 2      | 68,0 m      | 16,5          | 17,0          | 17,5          | 16,5          | 17,5          | 02          | 1:09:44        | 213,335        | 09             | 436,335 |
| 03   | NOR    | Sverre Stenersen    | 3      | 69,5 m      | 17,0          | 16,5          | 17,0          | 16,5          | 17,0          | 02          | 1:09:44        | 213,335        | 09             | 436,335 |
| 04   | FIN    | Paavo Korhonen      | 1      | 61,0 m      | 6,0           | 6,0           | 6,5           | 5,0           | 4,0           | 06          | 1:05:30        | 228,727        | 02             | 434,727 |
| 04   | FIN    | Paavo Korhonen      | 2      | 61,0 m      | 16,0          | 15,5          | 17,0          | 16,5          | 16,0          | 06          | 1:05:30        | 228,727        | 02             | 434,727 |
| 04   | FIN    | Paavo Korhonen      | 3      | 63,5 m      | 16,5          | 15,5          | 17,0          | 16,5          | 16,0          | 06          | 1:05:30        | 228,727        | 02             | 434,727 |
| 05   | NOR    | Per Gjelten         | 1      | 65,0 m      | 16,0          | 16,0          | 16,0          | 16,5          | 16,5          | 03          | 1:07:40        | 220,848        | 06             | 432,848 |
| 05   | NOR    | Per Gjelten         | 2      | 64,5 m      | 15,0          | 15,0          | 16,5          | 15,0          | 16,0          | 03          | 1:07:40        | 220,848        | 06             | 432,848 |
| 05   | NOR    | Per Gjelten         | 3      | 66,0 m      | 16,5          | 16,0          | 16,0          | 16,0          | 17,0          | 03          | 1:07:40        | 220,848        | 06             | 432,848 |
| 06   | NOR    | Ottar Gjermundshaug | 1      | 61,0 m      | 15,5          | 16,0          | 15,5          | 15,0          | 16,0          | 06          | 1:06:13        | 226,121        | 05             | 432,121 |
| 06   | NOR    | Ottar Gjermundshaug | 2      | 64,5 m      | 16,5          | 16,5          | 17,5          | 16,5          | 16,5          | 06          | 1:06:13        | 226,121        | 05             | 432,121 |
| 06   | NOR    | Ottar Gjermundshaug | 3      | 68,0 m      | 6,0           | 6,5           | 7,5           | 5,0           | 5,0           | 06          | 1:06:13        | 226,121        | 05             | 432,121 |
| 07   | FIN    | Aulis Sipponen      | 1      | 59,0 m      | 15,5          | 15,5          | 16,0          | 16,0          | 15,0          | 12          | 1:06:03        | 226,727        | 04             | 425,227 |
| 07   | FIN    | Aulis Sipponen      | 2      | 60,0 m      | 16,0          | 15,0          | 16,5          | 16,0          | 15,0          | 12          | 1:06:03        | 226,727        | 04             | 425,227 |
| 07   | FIN    | Aulis Sipponen      | 3      | 61,5 m      | 16,0          | 15,0          | 16,5          | 14,0          | 15,0          | 12          | 1:06:03        | 226,727        | 04             | 425,227 |
| 08   | FIN    | Eeti Nieminen       | 1      | 59,0 m      | 16,0          | 16,5          | 16,0          | 17,0          | 16,5          | 06          | 1:08:24        | 218,181        | 07             | 424,181 |
| 08   | FIN    | Eeti Nieminen       | 2      | 62,5 m      | 16,0          | 15,5          | 17,5          | 16,0          | 15,0          | 06          | 1:08:24        | 218,181        | 07             | 424,181 |
| 08   | FIN    | Eeti Nieminen       | 3      | 64,5 m      | 16,0          | 15,5          | 16,5          | 16,5          | 16,0          | 06          | 1:08:24        | 218,181        | 07             | 424,181 |
| 09   | AUT    | Hans Eder           | 1      | 61,5 m      | 16,5          | 14,0          | 14,0          | 13,5          | 14,0          | 04          | 1:10:13        | 211,575        | 11             | 420,575 |
| 09   | AUT    | Hans Eder           | 2      | 62,0 m      | 16,5          | 16,5          | 16,0          | 17,0          | 16,5          | 04          | 1:10:13        | 211,575        | 11             | 420,575 |
| 09   | AUT    | Hans Eder           | 3      | 64,5 m      | 17,0          | 15,5          | 16,0          | 17,0          | 16,0          | 04          | 1:10:13        | 211,575        | 11             | 420,575 |
| 10   | CHE    | Alfons Supersaxo    | 1      | 61,0 m      | 15,5          | 14,5          | 15,5          | 15,0          | 15,5          | 09          | 1:09:38        | 213,696        | 08             | 415,196 |
| 10   | CHE    | Alfons Supersaxo    | 2      | 60,5 m      | 16,0          | 15,5          | 16,0          | 15,5          | 15,5          | 09          | 1:09:38        | 213,696        | 08             | 415,196 |
| 10   | CHE    | Alfons Supersaxo    | 3      | 62,5 m      | 16,0          | 15,0          | 16,0          | 16,0          | 15,5          | 09          | 1:09:38        | 213,696        | 08             | 415,196 |
|      |        |                     |        |             |               |               |               |               |               |             |                |                |                |         |
| 15   | GER    | Heinz Hauser        | 1      | 60,0 m      | 14,5          | 14,5          | 14,0          | 14,0          | 15,0          | 14          | 1:13:30        | 199,636        | 15             | 393,136 |
| 15   | GER    | Heinz Hauser        | 2      | 59,0 m      | 14,0          | 13,5          | 14,5          | 14,0          | 15,0          | 14          | 1:13:30        | 199,636        | 15             | 393,136 |
| 15   | GER    | Heinz Hauser        | 3      | 62,0 m      | 14,5          | 14,5          | 15,0          | 15,0          | 15,0          | 14          | 1:13:30        | 199,636        | 15             | 393,136 |
| 18   | AUT    | Leopold Kohl        | 1      | 58,0 m      | 14,0          | 13,5          | 14,5          | 14,0          | 14,0          | 20          | 1:13:10        | 200,848        | 14             | 383,348 |
| 18   | AUT    | Leopold Kohl        | 2      | 57,0 m      | 15,0          | 13,0          | 12,0          | 13,5          | 13,0          | 20          | 1:13:10        | 200,848        | 14             | 383,348 |
| 18   | AUT    | Leopold Kohl        | 3      | 58,0 m      | 14,0          | 13,0          | 14,5          | 13,5          | 13,0          | 20          | 1:13:10        | 200,848        | 14             | 383,348 |
| 20   | AUT    | Josef Schiffner     | 1      | 56,5 m      | 13,5          | 12,0          | 12,0          | 13,0          | 13,0          | 19          | 1:17:31        | 185,030        | 21             | 371,530 |
| 20   | AUT    | Josef Schiffner     | 2      | 59,5 m      | 14,0          | 13,5          | 12,0          | 14,0          | 13,5          | 19          | 1:17:31        | 185,030        | 21             | 371,530 |
| 20   | AUT    | Josef Schiffner     | 3      | 60,5 m      | 12,5          | 13,5          | 14,5          | 14,0          | 14,0          | 19          | 1:17:31        | 185,030        | 21             | 371,530 |

In den Anfangsjahrzehnten wurde die Nordische Kombination in nur einer Variante ausgetragen. Allerdings wurde hier in Oslo erstmals zunächst das Skispringen und als zweite Disziplin der Langlauf ausgetragen. Der Sprunglauf bestand wie schon bei den Spielen vier Jahre zuvor in St. Moritz aus drei Versuchen, von denen die besten zwei Sprünge in die Wertung kamen. Im Langlauf blieb es bei dem bisherigen Verfahren, die Teilnehmer nahmen auch hier in Oslo wie bei den fünf vorangegangenen Spielen am Rennen der Langlaufspezialisten über 18 Kilometer teil und wurden gesondert auch für die Nordische Kombination gewertet.
Die knapp 30.000 Zuschauer hielten den Atem an, als Lokalmatador Slåttvik bei seinem ersten Sprung mit 67,5 m, dem weitesten im ersten Durchgang, stürzte. Die beiden besten von drei Sprüngen zählten und Slåttvik stand nun unter großem Druck. Seine nächsten beiden Sprünge waren ausgezeichnet und so lag er nach dem Springen vorn. Mit nur 0,5 Punkten Rückstand folgte sein Landsmann Sverre Stenersen, ein 25-jähriger Neuling im Team und wie Slåttvik ebenfalls aus dem nördlichen Teil Norwegens. Stenersen hatte mit 69,5 m im dritten Durchgang den weitesten Sprung des Tages. Der finnische Olympiasieger von 1948 Heikki Hasu sprang besser als erwartet und belegte den fünften Platz. Im Langlauf musste er Slåttvik allerdings 4:32 Minuten abnehmen, um noch an ihm vorbeizuziehen. Das war durchaus möglich, da Hasu ein hervorragender Langläufer war und sogar als Medaillenkandidat unter den Spezialisten galt.
Im Langlauf verpasste Hasu die Bronzemedaille bei den Spezialisten um nur vier Sekunden und schlug in der Wertung für die Nordische Kombination seinen engsten Rivalen, seinen Landsmann Paavo Korhonen, um über drei Minuten. Slåttvik machte jedoch seinen besten Langlauf-Wettkampf aller Zeiten. Mit massiver Unterstützung eines begeisterten Heimpublikums überquerte er die Ziellinie mit einer Zeit von nur 3:16 hinter Hasu, der damit Gesamtzweiter wurde. Slåttvik belegte Rang drei in diesem Rennens bei den Nordisch Kombinierten und gewann mit deutlichem Vorsprung olympisches Gold. Stenersen konnte sich in der Gesamtwertung vor Korhonen halten und sicherte sich Bronze, auch wenn er von Hasu um über sieben Minuten geschlagen wurde.
Der Österreicher Hans Eder, der im Kombi-Springen hinter Slåttvik, Stenersen und Gjelten Vierter geworden war, belegte in der Endabrechnung Rang neun und lag damit vor allen Athleten, die nicht aus Norwegen oder Finnland kamen. Es war der bis dahin bisher größte Erfolg eines Österreichers in der Nordischen Kombination.